# Tomoe Katō
Tomoe Katō (jap. 加藤 與惠, Katō Tomoe; * 27. Mai 1978 in Tokio) ist eine ehemalige japanische Fußballspielerin.

## Karriere

### Verein
Sie begann ihre Karriere bei Nippon TV Beleza, wo sie von 1993 bis 2008 spielte. 2008 beendete sie Spielerkarriere.

### Nationalmannschaft
Im Jahr 1997 debütierte Katō für die japanischen Nationalmannschaft. Sie wurde in den Kader der Weltmeisterschaft der Frauen 1999, 2003 und 2007 und Olympischen Sommerspiele 2004 und 2008 berufen. Insgesamt bestritt sie 114 Länderspiele für Japan.

## Errungene Titel

### Mit Vereinen
- Nihon Joshi Soccer League: 1993, 2000, 2001, 2002, 2005, 2006, 2007, 2008

### Persönliche Auszeichnungen
- Nihon Joshi Soccer League Bester Spieler: 2001, 2002
- Nihon Joshi Soccer League Best XI: 1996, 1997, 1998, 1999, 2000, 2001, 2002, 2003, 2004, 2005, 2006, 2007